# Moja słodka Audrino
Moja słodka Audrino (ang. My Sweet Audrina) – amerykański dramat z 2016 roku w reżyserii Mike’a Rohla, powstały na podstawie powieści Moja słodka Audrina z 1982 roku autorstwa V.C. Andrews. Wyprodukowany przez wytwórnię Lifetime Television.

## Opis fabuły
Film opisuje historię 12-letniej Audriny Adare, która nosi imię po swojej zmarłej siostrze. Dziewczynka mieszka wraz z rodzicami oraz ciotką i starszą kuzynką Verą w starej posiadłości. W każdą niedzielę rodzina odwiedza grób tragicznie zmarłej córki, a rodzice Audriny – Damian i Lucietta – za wszelką cenę starają się ją chronić, nie pozwalając oddalać się od domu i samej chodzić po lesie. Żyjąca w izolacji od świata dziewczynę dręczą koszmary dotyczące jej siostry, nie pamięta także pierwszych siedmiu lat swojego życia. Audrina dorasta i zakochuje się w chłopaku z sąsiedztwa, Ardenie. Nie sposób jednak uciec od mrocznych tajemnic z przeszłości.

## Obsada
- India Eisley jako Audrina Adare
- William Moseley jako Arden Lowe
- James Tupper jako Damian Jonathan Adare
- Tess Atkins jako Vera
- Kirsten Robek jako Lucietta Adare
- Jennifer Copping jako Ellsbeth
- Kacey Rohl jako Vera w wieku 15 lat
- Farryn VanHumbeck jako Audrina Adare w wieku 12 lat
- Matthew Kevin Anderson jako Lamar Rensdale